# L'An 01
L'An 01 is een Franse filmkomedie uit 1973.

## Verhaal
Op een dag houdt heel Frankrijk op met werken. De kapitalistische maatschappij wordt eenvoudigweg stopgezet. Na een periode van stilstand worden alleen de essentiële diensten weer op gang gebracht.

## Rolverdeling
- Véronique Alain
- Josiane Balasko
- Georges Bernier